# Подобна Євгенія Володимирівна
Євгенія Володимирівна Подобна (нар. 7 липня 1989) — українська журналістка, воєнна кореспондентка, медіатренерка, викладачка кафедри мультимедійних технологій та медіадизайну Інституту журналістики Київського національного університету імені Тараса Шевченка.
Лауреатка Шевченківської премії 2020 року за книгу «Дівчата зрізають коси».

## Біографія
Народилася 7 липня 1989 року. Закінчила Інститут журналістики Київського національного університету імені Тараса Шевченка, здобула кваліфікацію магістра журналістики. Отримала другу вищу освіту у Національному педагогічному університеті імені М. Драгоманова за спеціальністю «Біологія». Захистила кандидатську дисертацію за спеціальністю «Теорія та історія журналістики». Кандидат наук із соціальних комунікацій.
Працювала журналісткою в друкованих ЗМІ, зокрема в газетах «День», «Газета по-киевски», «Полтавський вісник». Займалася художнім репортажем. Працювала асистентом режисера, журналістом та сценаристом.
Працювала на 5 каналі на посаді кореспондента відділу новин та воєнним кореспондентом.
Працює на телеканалі «UA:ПЕРШИЙ» головним редактором редакції документальних програм.
Автор документальних фільмів:
- «Мій прапор» (2020, режисер — О. Грузінова)[5];
- «Життя післязавтра» (2020, режисер — С. Потапчук)[6]
- «Спадок» (2020);
- «Люди Зони» (2021)[7];
- «Грецька операція НКВС» (2021);
- «Повернення» (2021);

Проводила тренінги на теми соціальної журналістики, безпеки журналістів в зоні бойових дій, взаємодії державних органів та ЗМІ, телевиробництва.
Як науковець Євгенія Подобна займається історією журналістики, воєнною журналістикою, питаннями журналістської етики.
Євгенія Подобна є авторкою 24 наукових публікацій. У 2011 році видала книгу «Полтавщина: історія, постаті, публікації» (2011, Полтава).
У 2022 році видала книгу свідчень про перші дні повномасштабної війни «Лютий лютий 2022» (у співавторстві з журналісткою Дар'єю Бурою). Після деокупації Київської області навесні 2022 року збирала свідчення у Бучі та Ірпені, результатом стала книга «Міста живих, міста мертвих» (видавництво «Фоліо»).
В Інституті журналістики Київського національного університету імені Тараса Шевченка викладає такі курси, як «кросмедійна журналістика», «професійний відеомонтаж та редагування відеоконтенту», «мультимедійний контент».
Член програмної ради 28 BookForum та кураторка кластеру «Війна» на Форумі видавців.

## «Дівчата зрізають коси»
Книга «Дівчата зрізають коси» була опублікована у видавництві «Люта справа» 2018 року. Книга містить спогади 25 жінок-військових, які брали участь в АТО у складі Збройних сил України та добровольчих підрозділів у 2014—2018 роках.
У книзі розповідається про бойові операції різних років на Луганщині та Донеччині, про визволення українських міст і сіл від російсько-терористичних окупаційних військ, спогади про побратимів, місцевих мешканців, воєнний побут. Розповіді доповнені світлинами із зони бойових дій.
Книга здобула перемогу у Всеукраїнському рейтингу «Книжка року-2018», у конкурсі «BookForum Best Book Award-2019» та отримала Шевченківську премію 2020 року.

## Відзнаки
- Медаль Міністерства оборони «За сприяння ЗСУ» (2017),
- Нагрудний знак «Знак пошани» (2016),
- Орден княгині Ольги ІІІ ступеня (2018).
- Лауреатка конкурсів «Честь професії» (2013),
- Лауреатка конкурсу статей на тему толерантності та захисту прав людини ім. Ю. Атамана (2012),
- Фіналістка конкурсу художнього репортажу «Самовидець» (2018, 2019)[12].
- Лауреатка Шевченківської премії за книгу «Дівчата зрізають коси»[2]